# بسنت حميدة
بسنت محمد عوض عبد السلام حميدة يطلق عليها أحيانًا بسنت محمد عوض أو بسنت حميدة (مواليد 28 سبتمبر 1996) هي عداءة مصرية. فازت بميداليتين في دورة الألعاب الأفريقية 2019.
بسنت تحمل الأرقام القياسية لبلدها في سباقي 100 و 200 متر.

## السيرة الشخصية
تدرس في الأكاديمية العربية البحرية للعلوم والتكنلوجيا دفعة ٢٠١٨.
اكتسبت بسنت عبد السلام أول تجربة دولية لها عام 2013 في بطولة الشباب العربية بالقاهرة حيث سجلت 12.26 نقطة. فازت بالميدالية الفضية في سباق 100 متر، والميدالية الذهبية في سباق 200 متر بزمن 24.71 ثانية، وفازت بالبطولة العربية للناشئات في القاهرة في العام التالي في سباق 100 متر في زمن قدره 12.13 ثانية، وفازت بالميدالية الفضية في سباق 200 متر بزمن 25.21 ثانية، وحصلت على المركز السادس في البطولة الإفريقية في أديس أبابا في عام 2015 في 12.50.
وصلت بسنت حميدة إلى نصف نهائي بطولة العالم لألعاب القوى 2019، واحتلت المركز 14 في نصف نهائي بزمن 22:92.

## مسابقات دولية
| العام    | المسابقة                              | المكان              | المركز   | حدث         | ملاحظة   |
| مثلت مصر | مثلت مصر                              | مثلت مصر            | مثلت مصر | مثلت مصر    | مثلت مصر |
| -------- | ------------------------------------- | ------------------- | -------- | ----------- | -------- |
| 2012     | البطولة العربية للناشئات              | عمان، الأردن        | الثاني   | 100 متر     | 12.12    |
| 2012     | البطولة العربية للناشئات              | عمان، الأردن        | الأول    | 200 متر     | 24.95    |
| 2013     | بطولات الشباب العربي                  | القاهرة، مصر        | الأول    | 100 متر     | 12.26    |
| 2013     | بطولات الشباب العربي                  | القاهرة، مصر        | الثاني   | 200 متر     | 24.71    |
| 2013     | بطولات الشباب العربي                  | القاهرة، مصر        | الثاني   | تتابع ميدلي | 2:23.85  |
| 2014     | البطولات العربية للناشئات             | القاهرة، مصر        | الأول    | 100 متر     | 12.13    |
| 2014     | البطولات العربية للناشئات             | القاهرة، مصر        | الثاني   | 200 متر     | 25.21    |
| 2015     | البطولات الأفريقية للناشئات           | أديس أبابا، إثيوبيا | 6        | 100 متر     | 12.50    |
| 2015     | البطولات الأفريقية للناشئات           | أديس أبابا، إثيوبيا | –        | 200 متر     | DQ       |
| 2016     | بطولة البحر الأبيض المتوسط تحت 23 سنة | تونس، تونس          | 4        | 100 متر     | 11.72    |
| 2016     | بطولة البحر الأبيض المتوسط تحت 23 سنة | تونس، تونس          | الثاني   | 200 متر     | 23.64    |
| 2018     | بطولة البحر الأبيض المتوسط تحت 23 سنة | جيسولو، إيطاليا     | الثالث   | 100 متر     | 11.62    |
| 2018     | بطولة البحر الأبيض المتوسط تحت 23 سنة | جيسولو، إيطاليا     | الثاني   | 200 متر     | 23.89    |
| 2018     | العاب البحر المتوسط                   | طركونة، إسبانيا     | 6        | 200 متر     | 23.47    |
| 2018     | البطولة الأفريقية                     | أسابا، نيجيريا      | 8        | 100 متر     | 11.86    |
| 2019     | الجامعات                              | نابولي، إيطاليا     | 7        | 100 متر     | 11.53    |
| 2019     | البطولة الأفريقية                     | الرباط، المغرب      | الثالث   | 100 متر     | 11.31    |
| 2019     | البطولة الأفريقية                     | الرباط، المغرب      | الثاني   | 200 متر     | 22.89    |
| 2019     | بطولة العالم لألعاب القوى             | الدوحة، قطر         | 14       | 200 متر     | 22.92    |
| 2022     | ألعاب البحر الأبيض المتوسط            | وهران، الجزائر      | الأول    | 100 متر     | 11.10    |

## أفضل الأرقام
في الخارج
- 100 متر - 11.23 (+1.1 م / ث، كلادنو 2019)
- 200 متر - 22.83 (-0.1 م / ث، الرباط 2019)